# Calcio Catania 2019-2020
Questa voce raccoglie le informazioni riguardanti il Calcio Catania nelle competizioni ufficiali della stagione 2019-2020.

## Stagione
Per la nuova stagione 2019-2020 il Catania si affida all'allenatore Andrea Camplone. Gli Etnei puntano, anche per questa stagione, alla promozione diretta, nel mercato estivo effettuano conferme importanti come quelle di Marco Biagianti, Francesco Lodi, Vincenzo Sarno, Di Piazza e acquistano giocatori giovani e d'esperienza, come Jacopo Furlan, Davide Di Molfetta, Nana Welbeck, Jacopo Dall'Oglio e Andrea Mazzarani.
La stagione inizia nel migliore dei modi per gli etnei con le vittorie contro l'Avellino e la Virtus Francavilla, per poi avere un andamento discontinuo con successi interni seguiti da disfatte esterne, che portano all'esonero del tecnico e al ritorno sulla panchina rossoazzurra di Cristiano Lucarelli il 22 ottobre.
A causa della pandemia di COVID-19 il campionato è stato interrotto dopo le gare della 30ª giornata. L'8 giugno il Consiglio Federale della FIGC ha decretato la sospensione definitiva del torneo, l'annullamento delle restanti gare da disputare e la cristallizzazione della classifica; con Play-off e Play-out giocati in gara secca e a porte chiuse, spareggi che completano il quadro di promozioni e retrocessioni. Promosse dirette Monza, L.R. Vicenza e Reggina, vince i Play-off la Reggiana. La squadra rossoazzurra, dopo aver eliminato nel primo turno dei Play off il Virtus Francavilla (3-2), viene eliminata al secondo round pareggiando (0-0) in trasferta con la Ternana, che passa in virtù del miglior piazzamento in classifica e condanna la formazione etnea alla permanenza in terza serie. Nella Coppa Italia nazionale la squadra etnea supera nel primo turno (3-0) la Fanfulla di Lodi, poi nel secondo turno esce dal torneo battuta (2-1) a Venezia. Nella Coppa Italia di Serie C nei sedicesimi il Catania supera (1-0) la Sicula Leonzio, negli ottavi vince (1-2) a Potenza, nei quarti vince (0-1) a Catanzaro, nella doppia semifinale viene eliminato dalla Ternana.

## Divise e sponsor
Per la stagione 2019-2020, lo sponsor tecnico è Givova (per la terza stagione consecutiva), mentre gli sponsor di maglia sono Crai (main sponsor), Condorelli e Centro Commerciale Auchan –Porte di Catania (Co Sponsor), Zito Caffè (back sponsor), Tedesco impianti (short sponsor) e  Nicolosi trasporti e Bacco (sleeve sponsor).

## Organigramma societario
ORGANI DI AMMINISTRAZIONE E CONTROLLO
Consiglio di amministrazione
- Presidente: Davide Franco (fino al 18 marzo 2020), poi Gianluca Astorina (fino al 29 maggio 2020), poi carica vacante (amministratore unico: Gianluca Astorina)
- Vice presidente: Giuseppe Gitto (fino al 18 marzo 2020), poi Ignazio Scuderi (fino al 29 maggio 2020)
- Amministratore delegato: Pietro Lo Monaco (fino al 3 febbraio 2020), poi Giuseppe Di Natale (fino al 29 maggio 2020)
- Consiglieri di amministrazione: Giuseppe Gitto (fino al 3 febbraio 2020), Ida Linda Reitano (fino al 1º ottobre 2019), Antonino Pulvirenti (fino al 18 marzo 2020), Giuseppe Caruso (fino al 18 marzo 2020)

Collegio sindacale
- Presidente: Sergio Monteodoro
- Sindaci: Elisa Rita Ferrari, Gabriele Felici

AREE E MANAGEMENT
Area gestione aziendale
- Direttore generale: Pietro Lo Monaco
- Responsabile amministrativo: Carmelo Milazzo
- Addetta contabilità: Paola Bruno
- Segretario generale: Giorgio Borbone
- Traduttrice, interprete e segretaria: Elvira Strano
- Responsabile logistica e Supporter liaison officer: Giuseppe Franchina
- Responsabile legale: Giuseppe Gitto
- Responsabile legale: Ida Linda Reitano
- Consulente legale affari sportivi: Eduardo Chiacchio
- Consulente legale: Michele Scacciante
- Responsabile sicurezza: Arturo Magni (fino al 26 novembre 2019) [6]
- Responsabile information technology: Enzo Longhitano
- Magazzinieri: Antonio Pennisi, Alessandro Musumeci, Giuseppe Motta

Area comunicazione
- Responsabile comunicazione: Angelo Scaltriti
- Web Designer: Fabio De Luca
- Fotografo: Filippo Galtieri

Area marketing
- Direttore marketing: Antonio Carbone
- Direttore commerciale: Vincenzo Lo Monaco
- Marketing manager: Sergio Muratore
- Marketing manager: Davide Insalaco

Area sportiva
- Direttore sportivo: Christian Argurio (fino al 27 settembre 2019) [7]
- Responsabile area tecnica: Mario Marino
- Responsabile settore giovanile: Alessandro Failla
- Responsabile attività di base: Orazio Russo
- Team Manager: Emanuele Passanisi

Area tecnica
- Allenatore: Andrea Camplone, poi Cristiano Lucarelli
- Allenatore in seconda: Maurizio Tacchi, poi Richard Vanigli
- Collaboratore tecnico: Carica vacante, poi Alessandro Conticchio
- Match analyst: Ivan Francesco Alfonso
- Allenatore dei portieri: Marco Onesti, poi Marco Onorati
- Preparatore atletico: Salvatore Lalinga, poi Cristian Bella

Area sanitaria
- Responsabile sanitario: dottor Antonio Licciardello
- Medico sociale: Antonino Puglisi
- Medico sociale: Alfio Scudero
- Medico sociale: Mario Dottore
- Medico ortopedico: Arcangelo Russo
- Medico fisiatra: Francesco Guagliardo
- Fisioterapista: Andrea Calì
- Fisioterapista: Carmelo Cutroneo
- Massaggiatore: Salvatore Libra
- Osteopata: Angelo Fangano

## Rosa
Rosa e numerazione aggiornate al 30 aprile 2020.
| N. |                     | Ruolo | Calciatore              |
| -- | ------------------- | ----- | ----------------------- |
| 1  | Italia (bandiera)   | P     | Jacopo Furlan           |
| 2  | Italia (bandiera)   | D     | Mario Noce              |
| 3  | Germania (bandiera) | D     | Emmanuel Mbende         |
| 4  | Brasile (bandiera)  | C     | Bruno Leonardo Vicente  |
| 5  | Italia (bandiera)   | D     | Tommaso Silvestri       |
| 6  | Ghana (bandiera)    | C     | Nana Welbeck            |
| 7  | Italia (bandiera)   | A     | Gabriele Capanni        |
| 8  | Italia (bandiera)   | A     | Davide Di Molfetta      |
| 9  | Camerun (bandiera)  | A     | Steve Leo Beleck A'Beka |
| 10 | Italia (bandiera)   | A     | Alessio Curcio          |
| 11 | Italia (bandiera)   | A     | Davis Curiale           |
| 13 | Italia (bandiera)   | D     | Lorenzo Saporetti       |
| 14 | Italia (bandiera)   | D     | Salvatore Simone Pino   |
| 15 | Italia (bandiera)   | D     | Giovanni Marchese       |
| 16 | Italia (bandiera)   | C     | Francesco Salandria     |
| 17 | Slovenia (bandiera) | A     | Maks Barišič            |

| N. |                   | Ruolo | Calciatore                 |
| -- | ----------------- | ----- | -------------------------- |
| 18 | Italia (bandiera) | C     | Giuseppe Rizzo             |
| 19 | Gambia (bandiera) | C     | Kalifa Manneh              |
| 20 | Italia (bandiera) | D     | Giovanni Pinto             |
| 21 | Italia (bandiera) | C     | Kevin Biondi               |
| 22 | Spagna (bandiera) | P     | Miguel Ángel Martínez      |
| 23 | Italia (bandiera) | C     | Jacopo Dall'Oglio          |
| 24 | Italia (bandiera) | A     | Luigi Rossitto             |
| 25 | Italia (bandiera) | C     | Orazio Di Grazia           |
| 26 | Italia (bandiera) | D     | Luca Calapai               |
| 27 | Italia (bandiera) | C     | Marco Biagianti (capitano) |
| 28 | Italia (bandiera) | D     | Andrea Esposito            |
| 30 | Italia (bandiera) | C     | Giulio Frisenna            |
| 31 | Italia (bandiera) | P     | Salvatore Della Valle      |
| 32 | Italia (bandiera) | A     | Andrea Mazzarani           |
| 33 | Italia (bandiera) | C     | Giuseppe Giuffrida         |
| 34 | Italia (bandiera) | P     | Giorgio Coriolano          |

## Calciomercato

### Sessione estiva(dal 1/7 al 2/9)
| Acquisti | Acquisti              | Acquisti          | Acquisti      |
| R.       | Nome                  | da                | Modalità      |
| -------- | --------------------- | ----------------- | ------------- |
| P        | Jacopo Furlan         | Catanzaro         | svincolato    |
| P        | Miguel Ángel Martínez | San Agustin       | svincolato    |
| D        | Moïse Mbendé          | Cambuur           | svincolato    |
| D        | Giovanni Pinto        | Parma             | svincolato    |
| D        | Lorenzo Saporetti     | Parma             | svincolato    |
| C        | Nana Welbeck          | Mladost D. Kakanj | svincolato    |
| C        | Jacopo Dall'Oglio     | Brescia           | svincolato    |
| C        | Andrea Mazzarani      | Salernitana       | svincolato    |
| C        | Giuseppe Fornito      | Paganese          | svincolato    |
| A        | Emanuele Catania      | Siracusa          |               |
| A        | Davide Di Molfetta    | Piacenza          | svincolato    |
| A        | Maks Barišič          | Padova            | fine prestito |
| A        | Mattia Rossetti       | Sicula Leonzio    | fine prestito |

| Cessioni | Cessioni           | Cessioni       | Cessioni       |
| R.       | Nome               | a              | Modalità       |
| -------- | ------------------ | -------------- | -------------- |
| P        | Matteo Pisseri     | Pistoiese      | definitivo     |
| P        | Guido Pulidori     | Carrarese      | definitivo     |
| P        | Lorenzo Bardini    | Pro Vasto      | definitivo     |
| D        | Ramzi Aya          | Pisa           | fine contratto |
| D        | Simone Ciancio     | Carrarese      | definitivo     |
| D        | Samuele Bonaccorsi |                | svincolato     |
| D        | Dragan Lovric      |                | svincolato     |
| D        | Joel Baraye        | Virtus Entella | fine prestito  |
| D        | Lorenzo Valeau     | Roma           | fine prestito  |
| C        | Federico Angiulli  | Sambenedettese | definitivo     |
| C        | Giuseppe Carriero  | Parma          | fine prestito  |
| A        | Alessandro Marotta | L.R. Vicenza   | definitivo     |
| A        | Andrea Di Grazia   | Pescara        | fine contratto |
| A        | Emanuele Pecorino  | Milan          | prestito       |
| A        | Kalifa Manneh      | Carrarese      | prestito       |
| A        | Adis Mujkic        | Dekani         | prestito       |
| A        | Fran Brodic        |                | svincolato     |
| A        | Michael Liguori    | Notaresco      | definitivo     |

### Sessione invernale(dal 2/1 al 31/1)
| Acquisti | Acquisti            | Acquisti     | Acquisti      |
| R.       | Nome                | da           | Modalità      |
| -------- | ------------------- | ------------ | ------------- |
| C        | Gaetano Bellanca    | Sanremese    | fine prestito |
| A        | Kalifa Manneh       | Carrarese    | fine prestito |
| C        | Bruno Vicente       | Juve Stabia  | prestito      |
| C        | Alessio Curcio      | L.R. Vicenza | definitivo    |
| A        | Gabriele Capanni    | Milan        | prestito      |
| C        | Francesco Salandria | Reggina      | definitivo    |
| C        | Orazio Di Grazia    | Ladispoli    | definitivo    |

| Cessioni | Cessioni            | Cessioni       | Cessioni   |
| R.       | Nome                | a              | Modalità   |
| -------- | ------------------- | -------------- | ---------- |
| A        | Matteo Di Piazza    | Catanzaro      | definitivo |
| A        | Vincenzo Sarno      | Triestina      | prestito   |
| A        | Mattia Rossetti     | Messina        | gratuito   |
| C        | Rosario Bucolo      | Sicula Leonzio | definitivo |
| A        | Emanuele Catania    | Sicula Leonzio | definitivo |
| C        | Cristian Llama      | svincolato     | -          |
| C        | Francesco Lodi      | Triestina      | definitivo |
| A        | Gianmarco Distefano | Lazio          | prestito   |
| C        | Giuseppe Fornito    | Rende          | definitivo |
| A        | Franco Carboni      | Inter          | definitivo |
| C        | Gaetano Bellanca    | Belluno        | prestito   |

## Risultati

### Serie C

#### Girone di andata
| Arbitro: | De Santis (Lecce) |

|                                             |           |                                                                       |
| Albadoro 34’ Di Paolantonio 77’, 81’ (rig.) | Marcatori | 23’, 50’ Di Piazza 77’ Lodi 69’ Nana Welbeck 72’ Mazzarani 75’ Bucolo |

| Arbitro: | Di Graci (Como) |

|                    |           |              |
| Lodi 39’ Sarno 63’ | Marcatori | 26’ L. Perez |

| Arbitro: | Paterna (Teramo) |

|                     |           |  |
| Giosa 12’ Isgrò 41’ | Marcatori |  |

| Arbitro: | Vigile (Cosenza) |

|                 |           |  |
| Lodi 50’ (rig.) | Marcatori |  |

| Arbitro: | Cudini (Fermo) |

|                                                       |           |                                |
| Carriero 16’ Piccinni 58’ Fella 72’ D. Donnarumma 89’ | Marcatori | 19’ Mazzarani 55’ (aut.) Rotas |

| Arbitro: | Maggio (Lodi) |

|                                           |           |  |
| Lodi 19’, 96’ Di Piazza 45+1’ Curiale 86’ | Marcatori |  |

| Arbitro: | Meraviglia (Pistoia) |

|            |           |  |
| Corazza 3’ | Marcatori |  |

| Arbitro: | Gariglio (Pinerolo) |

|                                              |           |                             |
| Mbende 31’ (aut.) Paghera 49’ Bergamelli 52’ | Marcatori | 16’ Mazzarani 84’ Di Piazza |

| Arbitro: | Monaldi (Macerata) |

|               |           |  |
| Mazzarani 47’ | Marcatori |  |

| Arbitro: | Zufferli (Udine) |

|                                                             |           |  |
| Bernardotto 4’, 55’ Pugliese 29’ Bubas 52’ Allegretti 90+1’ | Marcatori |  |

| Arbitro: | Longo (Paola) |

|             |           |              |
| Calapai 44’ | Marcatori | 90+1’ Ebagua |

| Catania 27 ottobre 2019, ore 15:00 CET 12ª giornata | Catania           | 0 – 0 referto | Bari | Stadio Angelo Massimino (7.807 spett.)\| Arbitro: \| Marchetti (Ostia) \| |
| Arbitro:                                            | Marchetti (Ostia) |               |      |                                                                           |

| Arbitro: | Tremolada (Monza) |

|                                                 |           |                |
| Scarpa 14’ (rig.) M. Stendardo 34’ Guadagni 60’ | Marcatori | 50’ Dall'Oglio |

| Arbitro: | Maranesi (Ciampino) |

|                             |           |            |
| Mazzarani 63’ Di Piazza 72’ | Marcatori | 6’ Palermo |

| Arbitro: | Gualtieri (Asti) |

|                                         |           |  |
| Celiento 56’ Tascone 63’ Nicastro 90+3’ | Marcatori |  |

| Arbitro: | Moriconi (Roma) |

|             |           |             |
| Curiale 49’ | Marcatori | 35’ Caldore |

| Arbitro: | Acanfora (Castellammare di Stabia) |

|              |           |                                                |
| De Sarlo 75’ | Marcatori | 15’, 49’ Di Molfetta 69’ Di Piazza 83’ Catania |

| Arbitro: | Carrione (Castellammare di Stabia) |

|              |           |  |
| K. Biondi 7’ | Marcatori |  |

| Arbitro: | N. Marini (Trieste) |

|             |           |                 |
| Bombagi 78’ | Marcatori | 82’ A. Esposito |

#### Girone di ritorno
| Arbitro: | Paterna (Teramo) |

|                                       |           |           |
| Curiale 45+1’ Sarno 83’ (rig.), 90+4’ | Marcatori | 40’ Zullo |

| Francavilla Fontana 12 gennaio 2020, ore 15:00 CET 21ª giornata | Virtus Francavilla   | 0 – 0 referto | Catania | Stadio Giovanni Paolo II (1.090 spett.)\| Arbitro: \| Perenzoni (Rovereto) \| |
| Arbitro:                                                        | Perenzoni (Rovereto) |               |         |                                                                               |

| Arbitro: | D'Ascanio (Ancona) |

|                    |           |                  |
| Curiale 33’ (rig.) | Marcatori | 15’ Ferri Marini |

| Arbitro: | Meraviglia (Pistoia) |

|                          |           |  |
| Molinaro 82’ Bensaja 88’ | Marcatori |  |

| Arbitro: | Marcenaro (Genova) |

|  |           |                             |
|  | Marcatori | 17’ Fella 88’ D. Donnarumma |

| Arbitro: | Longo (Paola) |

|  |           |                      |
|  | Marcatori | Mazzarani 44’ (rig.) |

| Catania 16 febbraio 2020, ore CET 26ª giornata | Catania            | 0 – 0 referto | Reggina | Stadio Angelo Massimino (5.426 spett.)\| Arbitro: \| Feliciani (Teramo) \| |
| Arbitro:                                       | Feliciani (Teramo) |               |         |                                                                            |

| Catania 23 febbraio 2020, ore CET 27ª giornata | Catania          | 0 – 0 referto | Ternana | Stadio Angelo Massimino (4.536 spett.)\| Arbitro: \| Vigile (Cosenza) \| |
| Arbitro:                                       | Vigile (Cosenza) |               |         |                                                                          |

| Arbitro: | Maranesi (Ciampino) |

|                 |           |                    |
| Santaniello 17’ | Marcatori | 37’, 41’ A. Curcio |

| Arbitro: | G. Miele (Nola) |

|                                   |           |              |
| A. Curcio 3’ (rig.) Mazzarani 88’ | Marcatori | 36’ Emmausso |

| Arbitro: | Di Cairano (Ariano Irpino) |

|  |           |               |
|  | Marcatori | 63’ Salandria |

| Bari 15 marzo 2020, ore CET 31ª giornata | Bari | – n.d. | Catania | Stadio San Nicola |

| Catania 22 marzo 2020, ore CET 32ª giornata | Catania | – n.d. | Paganese | Stadio Angelo Massimino |

| Lentini 25 marzo 2020, ore CET 33ª giornata | Sicula Leonzio | – n.d. | Catania | Sicula Trasporti Stadium |

| Catania 29 marzo 2020, ore CEST 34ª giornata | Catania | – n.d. | Catanzaro | Stadio Angelo Massimino |

| Caserta 5 aprile 2020, ore CEST 35ª giornata | Casertana | – n.d. | Catania | Stadio Alberto Pinto |

| Catania 11 aprile 2020, ore CEST 36ª giornata | Catania | – n.d. | Rieti | Stadio Angelo Massimino |

| Rende 19 aprile 2020, ore CEST 37ª giornata | Rende | – n.d. | Catania | Stadio Marco Lorenzon |

| Catania 26 aprile 2020, ore CEST 38ª giornata | Catania | – n.d. | Teramo | Stadio Angelo Massimino |

#### Play-off
| Arbitro: | Marchetti (Ostia Lido) |

|                                             |           |                       |
| Biondi 27’ A. Curcio 56’ (rig.) Pinto 90+3’ | Marcatori | 11’ Perez 20’ Vázquez |

| Arbitro: | Marcenaro (Genova) |

|              |           |               |
| Ferrante 82’ | Marcatori | 45’ K. Biondi |

### Coppa Italia
| Arbitro: | Rutella (Enna) |

|                                     |           |  |
| Di Piazza 12’ Sarno 42’ Curiale 80’ | Marcatori |  |

| Arbitro: | Giacomelli (Trieste) |

|                       |           |               |
| Zuculini 3’ Aramu 56’ | Marcatori | 42’ Silvestre |

### Coppa Italia Serie C

#### Fase a eliminazione diretta
| Arbitro: | Cosso (Reggio Calabria) |

|             |           |  |
| Curiale 30’ | Marcatori |  |

| Arbitro: | Carella (Bari) |

|               |           |                                    |
| C. França 66’ | Marcatori | 40’ (rig.) Di Piazza 69’ K. Biondi |

| Arbitro: | G. Miele (Nola) |

|  |           |               |
|  | Marcatori | 76’ Biagianti |

| Arbitro: | De Santis (Lecce) |

|                             |           |  |
| Partipilo 48’ Torromino 66’ | Marcatori |  |

| Catania 13 febbraio 2020, ore 15:00 CET Ritorno Semifinali | Catania            | 0 – 0 referto | Ternana | Stadio Angelo Massimino (3.719 spett.)\| Arbitro: \| Natilla (Molfetta) \| |
| Arbitro:                                                   | Natilla (Molfetta) |               |         |                                                                            |

## Statistiche

### Statistiche di squadra
Statistiche aggiornate all'8 marzo 2020.
| Competizione         | Punti         | In casa | In casa | In casa | In casa | In casa | In casa | In trasferta | In trasferta | In trasferta | In trasferta | In trasferta | In trasferta | Totale | Totale | Totale | Totale | Totale | Totale | D.R. |
| Competizione         | Punti         | G       | V       | N       | P       | GF      | GS      | G            | V            | N            | P            | GF           | GS           | G      | V      | N      | P      | GF     | GS     | D.R. |
| -------------------- | ------------- | ------- | ------- | ------- | ------- | ------- | ------- | ------------ | ------------ | ------------ | ------------ | ------------ | ------------ | ------ | ------ | ------ | ------ | ------ | ------ | ---- |
| Serie C              | 47            | 15      | 8       | 6       | 1       | 19      | 9       | 15           | 5            | 2            | 8            | 20           | 29           | 30     | 13     | 8      | 9      | 39     | 38     | +1   |
| Coppa Italia         | Secondo turno | 1       | 1       | 0       | 0       | 3       | 0       | 1            | 0            | 0            | 1            | 1            | 2            | 2      | 1      | 0      | 1      | 4      | 2      | +2   |
| Coppa Italia Serie C | Semifinali    | 2       | 1       | 1       | 0       | 1       | 0       | 3            | 2            | 0            | 1            | 3            | 3            | 5      | 3      | 1      | 1      | 4      | 3      | +1   |
| Totale               | 47            | 18      | 10      | 7       | 1       | 23      | 9       | 19           | 7            | 2            | 10           | 24           | 34           | 37     | 17     | 9      | 11     | 47     | 43     | +4   |

### Andamento in campionato
| Giornata  | 1 | 2 | 3 | 4 | 5 | 6 | 7 | 8 | 9 | 10 | 11 | 12 | 13 | 14 | 15 | 16 | 17 | 18 | 19 | 20 | 21 | 22 | 23 | 24 | 25 | 26 | 27 | 28 | 29 | 30 | 31 | 32 | 33 | 34 | 35 | 36 | 37 | 38 |
| --------- | - | - | - | - | - | - | - | - | - | -- | -- | -- | -- | -- | -- | -- | -- | -- | -- | -- | -- | -- | -- | -- | -- | -- | -- | -- | -- | -- | -- | -- | -- | -- | -- | -- | -- | -- |
| Luogo     | T | C | T | C | T | C | T | T | C | T  | C  | C  | T  | C  | T  | C  | T  | C  | T  | C  | T  | C  | T  | C  | T  | C  | C  | T  | C  | T  | T  | C  | T  | C  | T  | C  | T  | C  |
| Risultato | V | V | P | V | P | V | P | P | V | P  | N  | N  | P  | V  | P  | N  | V  | V  | N  | V  | N  | N  | P  | P  | V  | N  | N  | V  | V  | V  |    |    |    |    |    |    |    |    |
| Posizione | 1 | 1 | 2 | 2 | 5 | 2 | 6 | 8 | 7 | 8  | 10 | 10 | 12 | 10 | 11 | 10 | 7  | 6  | 7  | 7  | 7  | 7  | 8  | 8  | 8  | 7  | 8  | 7  | 6  | 6  |    |    |    |    |    |    |    |    |

Fonte:  Serie C - Girone C, su calcio.com.
Legenda:

Luogo: C = Casa; T = Trasferta. Risultato: V = Vittoria; N = Pareggio; P = Sconfitta.

### Statistiche dei giocatori
| Giocatore      | Serie C  | Serie C | Serie C     | Serie C    | Coppa Italia | Coppa Italia | Coppa Italia | Coppa Italia | Coppa Italia Serie C | Coppa Italia Serie C | Coppa Italia Serie C | Coppa Italia Serie C | Totale   | Totale | Totale      | Totale     |
| Giocatore      | Presenze | Reti    | Ammonizioni | Espulsioni | Presenze     | Reti         | Ammonizioni  | Espulsioni   | Presenze             | Reti                 | Ammonizioni          | Espulsioni           | Presenze | Reti   | Ammonizioni | Espulsioni |
| -------------- | -------- | ------- | ----------- | ---------- | ------------ | ------------ | ------------ | ------------ | -------------------- | -------------------- | -------------------- | -------------------- | -------- | ------ | ----------- | ---------- |
| S. Della Valle | -        | -       | -           | -          | -            | -            | -            | -            | -                    | -                    | -                    | -                    | -        | -      | -           | -          |
| J. Furlan      | 29       | -37     | 3           | 0          | 1            | -2           | 0            | 0            | 0                    | 0                    | 0                    | 0                    | 30       | -39    | 3           | 0          |
| M. Martinez    | 1+2      | -4      | 1           | 0          | -            | -            | -            | -            | 5                    | -3                   | 1                    | 0                    | 8        | -7     | 2           | 0          |
| L. Peraggini   | -        | -       | -           | -          | -            | -            | -            | -            | -                    | -                    | -                    | -                    | -        | -      | -           | -          |
| M. Pisseri     | -        | -       | -           | -          | 1            | 0            | 0            | 0            | 0                    | 0                    | 0                    | 0                    | 1        | 0      | 0           | 0          |
| K. Biondi      | 24+2     | 1+2     | 4           | 0          | 1            | 0            | 0            | 0            | 5                    | 1                    | 0                    | 0                    | 32       | 4      | 4           | 0          |
| L. Calapai     | 26+2     | 0       | 4           | 1          | 2            | 0            | 0            | 0            | 4                    | 0                    | 0                    | 0                    | 34       | 0      | 4           | 1          |
| A. Esposito    | 17       | 1       | 4           | 0          | 2            | 0            | 0            | 0            | 3                    | 0                    | 0                    | 0                    | 22       | 1      | 4           | 0          |
| M. Noce        | 3        | 0       | 0           | 0          | -            | -            | -            | -            | 2                    | 0                    | 0                    | 0                    | 5        | 0      | 0           | 0          |
| G. Marchese    | 6        | 0       | 0           | 0          | 1            | 0            | 0            | 0            | 3                    | 0                    | 1                    | 0                    | 10       | 0      | 1           | 0          |
| M. Mbendé      | 19+2     | 1       | 3           | 0          | 0            | 0            | 0            | 0            | 2                    | 0                    | 0                    | 0                    | 23       | 1      | 3           | 0          |
| G. Pinto       | 27+2     | 1       | 4+2         | 0          | 1            | 0            | 0            | 0            | 3                    | 0                    | 0                    | 0                    | 33       | 1      | 6           | 0          |
| L. Saporetti   | 5        | 0       | 1           | 0          | 0            | 0            | 0            | 0            | 0                    | 0                    | 0                    | 0                    | 5        | 0      | 1           | 0          |
| T. Silvestri   | 29+2     | 0       | 10+1        | 0          | 2            | 1            | 0            | 0            | 4                    | 0                    | 2                    | 1                    | 37       | 1      | 13          | 1          |
| M. Biagianti   | 18+2     | 0       | 4+1         | 0          | 0            | 0            | 0            | 0            | 4                    | 1                    | 0                    | 0                    | 24       | 1      | 5           | 0          |
| R. Bucolo      | 8        | 1       | 1           | 1          | 2            | 0            | 0            | 0            | 2                    | 0                    | 0                    | 0                    | 12       | 1      | 1           | 1          |
| J. Dall'oglio  | 17       | 1       | 6           | 2          | 2            | 0            | 1            | 0            | 3                    | 0                    | 1                    | 0                    | 22       | 1      | 8           | 2          |
| G. Fornito     | -        | -       | -           | -          | -            | -            | -            | -            | 1                    | 0                    | 0                    | 0                    | 1        | 0      | 0           | 0          |
| A. Mazzarani   | 27+2     | 7       | 5           | 0          | 1            | 0            | 0            | 0            | 3                    | 0                    | 0                    | 0                    | 33       | 7      | 5           | 0          |
| C. Llama       | 10       | 0       | 2           | 0          | 2            | 0            | 0            | 0            | 2                    | 0                    | 1                    | 0                    | 14       | 0      | 3           | 0          |
| F. Lodi        | 16       | 5       | 1           | 0          | 2            | 0            | 0            | 0            | 1                    | 0                    | 0                    | 0                    | 19       | 5      | 1           | 0          |
| F. Salandria   | 8+2      | 1       | 0           | 0          | -            | -            | -            | -            | 1                    | 0                    | 0                    | 0                    | 11       | 1      | 0           | 0          |
| G. Rizzo       | 21       | 0       | 5           | 0          | -            | -            | -            | -            | 4                    | 0                    | 0                    | 0                    | 25       | 0      | 5           | 0          |
| Vicente        | 9+2      | 0       | 3           | 0          | 0            | 0            | 0            | 0            | 1                    | 0                    | 0                    | 0                    | 12       | 0      | 3           | 0          |
| N. Welbeck     | 16+2     | 1       | 4+1         | 0          | 0            | 0            | 0            | 0            | 1                    | 0                    | 0                    | 0                    | 19       | 1      | 5           | 0          |
| M. Barišič     | 16+2     | 0       | 1           | 0          | -            | -            | -            | -            | 4                    | 0                    | 0                    | 0                    | 22       | 0      | 1           | 0          |
| S. Beleck      | 6+1      | 0       | 0           | 0          | -            | -            | -            | -            | 1                    | 0                    | 0                    | 0                    | 8        | 0      | 0           | 0          |
| F. Brodic      | 0        | 0       | 0           | 0          | 1            | 0            | 0            | 0            | 0                    | 0                    | 0                    | 0                    | 1        | 0      | 0           | 0          |
| E. Catania     | 10       | 1       | 1           | 0          | 0            | 0            | 0            | 0            | 3                    | 0                    | 0                    | 0                    | 13       | 1      | 1           | 0          |
| G. Capanni     | 6+2      | 0       | 1           | 0          | -            | -            | -            | -            | 1                    | 0                    | 0                    | 0                    | 9        | 0      | 1           | 0          |
| A. Curcio      | 10+2     | 3+1     | 2           | 0          | 0            | 0            | 0            | 0            | 2                    | 0                    | 0                    | 0                    | 14       | 4      | 2           | 0          |
| D. Curiale     | 19+2     | 3       | 2           | 0          | 2            | 1            | 0            | 0            | 3                    | 1                    | 0                    | 0                    | 26       | 5      | 2           | 0          |
| D. Di Molfetta | 24       | 2       | 5           | 0          | 1            | 0            | 0            | 0            | 5                    | 0                    | 0                    | 0                    | 30       | 2      | 5           | 0          |
| M. Di Piazza   | 18       | 6       | 0           | 0          | 2            | 1            | 0            | 0            | 2                    | 1                    | 1                    | 0                    | 22       | 8      | 1           | 0          |
| K. Manneh      | 7+1      | 0       | 1           | 0          | 0            | 0            | 0            | 0            | 2                    | 0                    | 0                    | 0                    | 10       | 0      | 1           | 0          |
| M. Rossetti    | 3        | 0       | 0           | 0          | 1            | 0            | 0            | 0            | 0                    | 0                    | 0                    | 0                    | 4        | 0      | 0           | 0          |
| V. Sarno       | 9        | 3       | 0           | 0          | 2            | 1            | 0            | 0            | 2                    | 0                    | 0                    | 0                    | 13       | 4      | 0           | 0          |